# Súrangama-szútra

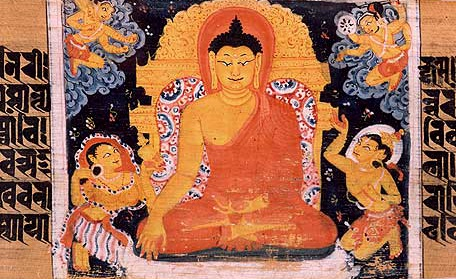
Szanszkrit kézirat Nálandából, amelyen Gautama Buddha meditál

A Súrangama-szútra (szanszkrit; kínai: 大佛頂首楞嚴經, pinjin: Dà Fódǐng Shǒuléngyán jīng, koreai: 대불정수릉엄경, vietnámi: Đại Phật đỉnh thủ-lăng-nghiêm kinh) mahájána buddhista szútra, amely kifejezetten jelentősnek számít a kínai csan buddhizmusban. A szútra az ezoterikus buddhizmus és a buddha-természet tanai közé tartozik, amelyre hatással volt valamelyest a jógácsára iskola is. A szöveg hitelessége rég óta vita tárgyát képezi (lásd története), ezért gyakran a buddhista apokrif iratok közé sorolják. A jelenlegi közmegegyezés szerint a szöveg kínai eredetű, indiai alapú, és feltehetően nem egy önálló szanszkrit szöveg fordítása.
Jelenleg a Súrangama-szútrának nincs magyar fordítása, ezidáig csak a Súrangama mantrát fordította le az Eredeti Fény Zen Közösség.

## Története

### Szerzőség
A Súrangama-szútrát legelőször egy Csi-seng (智昇) nevű Tang-kori szerzetes említette, aki szerint a szútrát Kuanghszi-Csuang Autonóm Terület-ből vitték vissza Lojang-ba Hszüan-cung császár uralkodása idején. Kétféle elbeszélést ad két különböző könyvben, amelyeket 730-ban adtak ki. Az első szerint (Buddhista szövegek katalógusa a Kaj-jüan korban, 開元釋教錄), a Súrangama-szútrát 713-ban fordította le egy Huaj-ti (懷迪) nevű szerzetes egy ismeretlen indiai szerzetessel. A második szerint (Buddhista falfeliratok ezen fordításának története, 續古今譯經圖記), a szútrát 705-ben fordította le a közép-indiai Páramiti, aki Kuangcsou tartományba érkezett. A szöveget tovább szerkesztette és tovább finomította Vu Cötien császárné korábbi minisztere, Fang Jung (房融). A fordítást egy Meghasikha nevű sramana lektorálta, majd egy Huaj-ti (懷迪) nevű szerzetes is ellenőrizte. Csi-seng nem ad magyarázatot, hogy miért készített két elbeszélést, de második végén, hagyott egy rövid megjegyzést, hogy az első elbeszélés jobb, mint a második.
Számos tudós szerint a Súrangama-szútra tökéletesen beleillik a Nálanda-i buddhista egyetem hagyományaiba.

## Tanítások

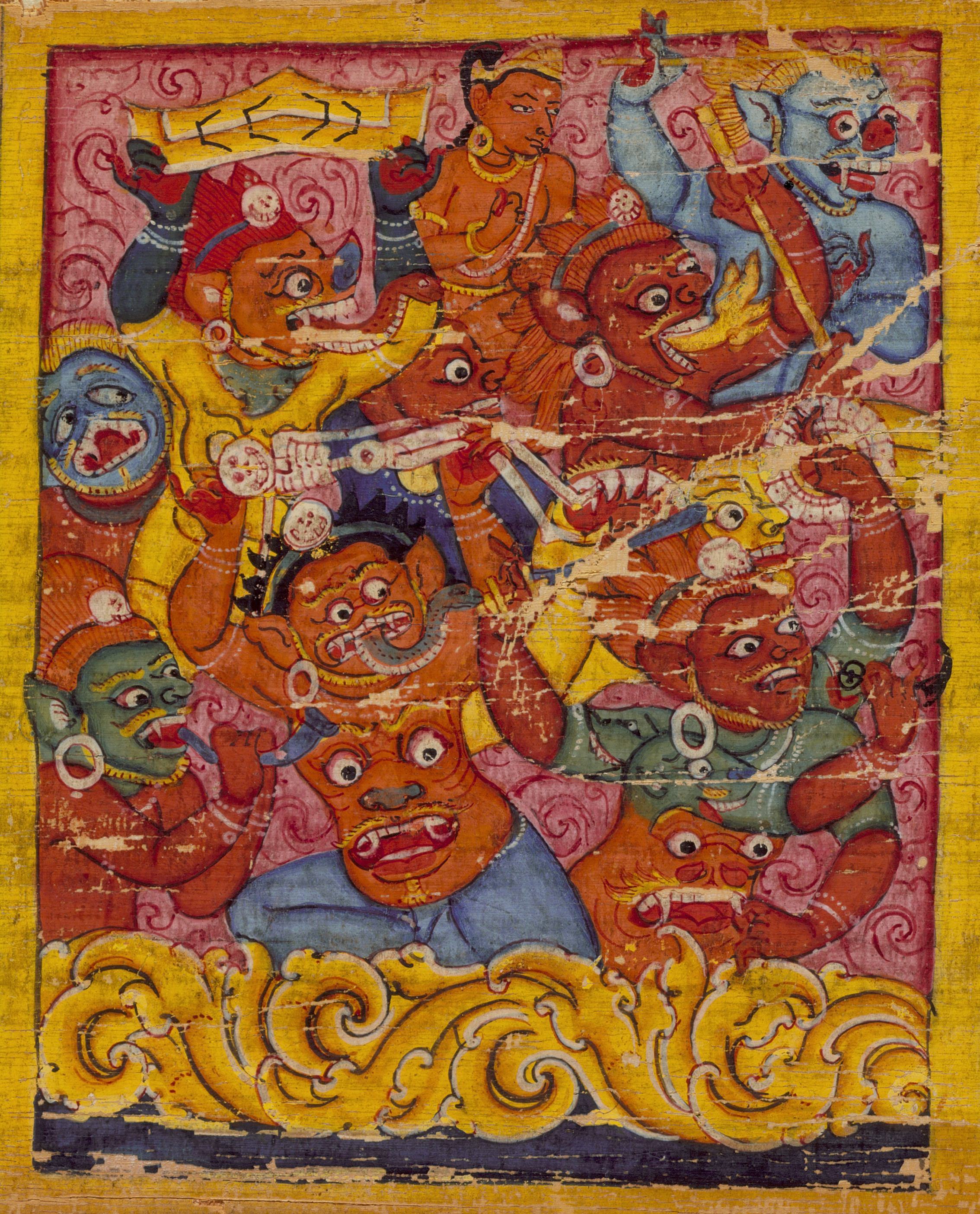
Mára alakja jelentős hatással volt a Súrangama-szútrára

A Súrangama-szútrában szerepelnek tanítások a buddha-természetről, a jógácsára iskolából és vadzsrajána irányzatból. Buddhista logika segítségével, a szillogizmus módszerével és a katuskoti érvelési módszerrel, az ún. „négyrétű tagadással” halad előre a szútra, amelyet legelőször Nágárdzsuna tett népszerűvé. A Súrangama-szútrában egyik fő témája a dharma értéktelensége, amikor azt szamádhi erő kíséri. Egy másik fő téma az erkölcsi fogadalmak fontossága, amely a buddhista gyakorlatok alapját képezi. Szerepel benne az is, hogy az egyén hogyan tud hatékonyan küzdeni a téveszmékkel szemben, amelyek a meditációk során jelentkeznek.
A szútrában Buddha Ánanda nevű tanítványa számára elmondja, hogy kétfajta tudat létezik, amelyeket fontos tudni megkülönböztetni a spirituális gyakorlás során. Az egyik a hétköznapi tudat, amelynek tudatában vagyunk, és amelyre jellemző a zavarosság és életeken át tartó véletlenszerű gondolatok és az illuzórikus észlelések. A másik az örökké tartó igaz tudat, amely a valódi természetünk, és amely megegyezik a buddhák állapotával. A szútra elmagyarázza azt is, hogy mi a tathágata-garbha, a buddha-természet, vagy más néven a buddha mátrix.
A szútrában szereplő „súrangama szamádhi” a buddhaságra és a teljes megvilágosodásra vonatkozik. Ugyanezt fejti ki bővebben egy másik mahájána szútra is, a Súrangama szamádhi szútra. Kiemelten kezeli ezt a témát a mahájána Maháparinirvána-szútra is, amelyben Buddha elmagyarázza, hogy ez a szamádhi Buddha természetének a lényege, amely minden buddha „anyja”. Buddha hozzáteszi, hogy a „súrangama szamádhi” megegyezik a következő fogalmakkal is: pradzsnyápáramitá („bölcsesség tökéletessége”), vadzsra szamádhi („gyémánt szamádhi”), szimhanáda szamádhi („oroszlánüvöltés szamádhi”) és buddha-szvabhava („buddha-természet”). A szútrában szereplő, mantrához hasonló dháraní kínai elnevezése Leng-jan csou (Léngyán Zhòu) (楞嚴咒) vagy Súrangama mantra. Ezt előszeretettel kántálják a kelet-ázsiai buddhizmusban. Szanszkrit elnevezése "Szitátapatra usnísa dháraní", amely magyarul hozzávetőleg annyit tesz, hogy Fehér napernyő dháraní. Hszüan Hua buddhista tanító szerint ebben a dháraníban benne van az öt világtáj démonjainak seregei:
- keleten a vadzsra csoport, vendéglátójuk Aksobhja
- délen az ékszerteremtők, vendéglátójuk Ratnaszambhava
- középen a buddha csoport, vendéglátójuk Vairócsana
- nyugaton a lótusz csoport, vendéglátójuk Amitábha
- északon a karma csoport, vendéglátójuk Amóghasziddhi

A szútra az öt szkandha Mára démon megtestesüléseként írja le. Mindegyik szkandhának tíz szkandha-mára felel meg, amelyeket a helyes szamádhitól való eltérésként jellemez a szútra. Összességében ezeket úgy is nevezik, hogy az „ötven szkandha démon”.